# Die getäuschte Frau
Die getäuschte Frau (Originaltitel: Zurich) ist ein Film von Sacha Polak. Er hatte seine Uraufführung bei der Berlinale 2015 und gewann dort den CICAE Award. Der Kinostart in Deutschland war am 30. Juli 2015.

## Handlung
Als die 36-jährige Nina nach 10 Jahren Beziehung bei einem Unfall ihren Partner Boris verliert, wird ihr Leben komplett aus der Bahn geworfen. Zudem erfährt sie, dass Boris eine zweite Familie hatte und mit einer anderen Frau verheiratet war. Traumatisiert taucht Nina in die Welt der Autobahnen und Raststätten unter. In der Trucker-Szene findet sie zunächst Halt und findet sich im Bett des Fernfahrers Matthias  wieder, mit dem sie ein paar Tage verbringt und der sie sogar seinen Kindern vorstellt. Kurz darauf steht sie wieder auf der Straße.

## Kritik
Der Filmdienst urteilte, der Film sei ein „stellenweise intensives, atmosphärisch dichtes Drama über eine aus der Bahn geworfene Frau, das allerdings seine erzählerischen Freiheiten allzu sehr der etwas zu aufdringlich inszenierten post-traumatischen Handlung unterordnet“.

## Auszeichnungen
Beim Niederländischen Filmfestival vier Nominierungen für das Goldene Kalb: Beste Darstellerin (Wende Snijders), beste Kamera, bester Schnitt und beste Musik.

## Originaltitel
Der Originaltitel des Films, Zurich, nimmt Bezug auf die niederländische Ortschaft Zurich, in deren Nähe Ninas Partner tödlich verunglückt ist.